# Francisco Solís Cruz
Francisco Javier Solís Cruz (Tampico; 4 de diciembre de 1952) es un exfutbolista mexicano que jugaba como centrocampista.

## Trayectoria
Empezó como jugador del CD Tampico en 1971, que en ese momento jugaba en Segunda División. Después de solo una temporada, fue fichado por el club de Primera División CF Monterrey, donde estuvo bajo contrato durante seis años antes de trabajar para el club capitalino Atlético Español de 1978 a 1981.
Luego regresó a la ciudad de Monterrey, donde pasó los años siguientes con los Tigres de la UANL, con quien ganó la Primera División en tanda de penaltis en la campaña 1981-82, siendo crucial en ambas finales. Volvió con el Tampico ahora llamado Tampico-Madero, antes de terminar su carrera con el Atlas de Guadalajara en 1985.

## Selección nacional
Debutó con la selección de México el 8 de agosto de 1973, en un partido amistoso ante Polonia, que perdió por 2-1 en el Estadio Universitario. De los nueve encuentros que jugó con la selección mexicana, el 22 de febrero de 1977 anotó su segundo y último gol, siendo en un empate ante Hungría de 1-1 en el Estadio Cuauhtémoc.

### Participaciones en Campeonatos Concacaf
| Copa                                       | Sede   | Resultado | Part. | Goles |
| ------------------------------------------ | ------ | --------- | ----- | ----- |
| Campeonato de Naciones de la Concacaf 1977 | México | Campeón   | 2     | 0     |

## Clubes
| Club              | País   | Año       |
| ----------------- | ------ | --------- |
| Tampico           | México | 1971-1972 |
| Monterrey         | México | 1972-1978 |
| Atlético Español  | México | 1978-1981 |
| Tigres de la UANL | México | 1981-1983 |
| Tampico-Madero    | México | 1983-1984 |
| Atlas             | México | 1984-1985 |

## Palmarés

### Títulos nacionales
| Título           | Equipo      | País   | Año     |
| ---------------- | ----------- | ------ | ------- |
| Primera División | Tigres UANL | México | 1981-82 |

### Títulos internacionales
| Título                                | Equipo | Sede   | Año  |
| ------------------------------------- | ------ | ------ | ---- |
| Campeonato de Naciones de la Concacaf | México | México | 1977 |